# Compagnie de transport provincial
La Compagnie de transport provincial (anglais : Provincial Transport Company) est une entreprise québécoise de transport par autocar ayant existé de 1928 à 1964.

## Histoire
L'entreprise s'incorpore en novembre 1928. Elle mène ensuite le regroupement de 31 propriétaires d'autobus du Grand Montréal. Elle commence ses opérations en janvier 1929. Elle sera affiliée à la Montreal Tramways Company jusqu'en 1948. En 1930, elle achète Colonial Coach Lines, ce qui lui donne accès au marché de l'Ontario. En 1961, Paul Desmarais acquiert l'entreprise. Le 1er janvier 1964, la Compagnie de transport provincial se scinde en deux : Voyageur Provincial pour le transport interrégional et Métropolitain Provincial pour la desserte des banlieues de Montréal.

## Gares

### Montréal
- Terminus au coin des rues Dorchester et Drummond (? - 1954)
- Terminus au coin de Berri et De Montigny (1954 - 1964)